# Valsa dos detectives
Valsa dos detectives (en español, Balsa de los detectives) es el quinto álbum de estudio del grupo portugués de pop rock GNR. Salió a la venta en febrero de 1989. El LP consiste en 8 canciones originales.

## Lista de canciones
| N.º | Título                                                       | Duración |
| --- | ------------------------------------------------------------ | -------- |
| 1   | Morte ao sol (Morte al sol)                                  | 4:37     |
| 2   | Valsa dos detectives (Balsa de los detectives)               | 3:18     |
| 3   | Impressões Digitais (Impresiones digitales)                  | 4:06     |
| 4   | 1991                                                         | 6:31     |
| 5   | (Un chamado) Desejo eléctrico ((Un llamado) Deseo eléctrico) | 3:44     |
| 6   | Jardim D'Ala / Walkin (Jardín de Alá / Walkin')              | 8:19     |
| 7   | Dama ou tigre (Dama o tigre)                                 | 5:17     |
| 8   | Falha humana (Falla humana)                                  | 4:08     |

- Datos: Q10388975